# Louis Beam
Pour les articles homonymes, voir Beam.
Louis Beam, né en 1946, est un militant politique nationaliste blanc américain.

## Biographie
Louis Beam est un membre du Ku Klux Klan et l'un des responsables de Knights of the Ku Klux Klan, son organisation paramilitaire. En 1981, il représente les Aryans Nations, une organisation prônant la haine et la violence, et organise vers 1985 la mise en réseau de Bulletin board systems racistes. Ce réseau permet à ses membres de partager l'actualité de leurs actions et d'accéder à des listes de personnes à assassiner.
Il est le créateur en 1983 de l'expression résistance sans leader (en), une stratégie d'organisation en rupture avec le schéma pyramidal classique. Dans un article éponyme, il défend l'utilisation d'un modèle composé de très petites cellules cloisonnées, voire de cellules individuelles, sans chef ni coordination, pour lutter contre les tentatives d'infiltration de l'État et préserver la sécurité des militants participant à une guérilla anti-gouvernementale. Selon lui, la coordination est inutile dès lors que les membres d'un mouvement apprennent à être autonomes, qu'ils partagent la même philosophie et réagissent de la même façon dans des situations équivalentes. Le modèle, qu'il attribue à un colonel de l'armée américaine, serait inspiré, selon Jeffrey Kaplan, par Joseph Tommasi, le fondateur du Front de libération national-socialiste. Celui-ci avait préconisé une telle forme d'organisation, non pour des motifs sécuritaires, mais comme réponse stratégique à un environnement où, le néo-nazisme n'étant pas accepté aux États-Unis, il n'était pas possible de faire passer ses idées par des actions de masse,,.

## Sources
1. ↑  Karmasyn G., Panczer, G., & Fingerhut, M. « Le négationnisme sur Internet: Genèse, stratégies, antidotes » . Revue d'histoire de la Shoah, 170, septembre-décembre 2000 en ligne.
2. ↑  Jeffrey Kaplan est un professeur d'université, spécialiste de l'extrême droite américaine.
3. ↑  Leaderless resistance Louis Beam, Inter-Klan Newsletter and Survival Alert, 1983, article republié sur le site militant solar general.
4. ↑  Jeffrey Kaplan, Leaderless resistance Terrorism and Political Violence, vol. 9, no 3, automne 1997, p. 80-87.
5. ↑  Jean-Marc Flükiger, De l'extrême-droite à Al Qaïda : histoire du concept de résistance sans leader, 29 juin 2006, 23 p. terrorisme.net en ligne[PDF].